# كاير (أرومية)
كاير هي قرية في مقاطعة أرومية، إيران. عدد سكان هذه القرية هو 1,059 في سنة 2006.